# Projet de métro à Bordeaux
Depuis les années 1980, l'idée d'un métro desservant Bordeaux et son agglomération anime régulièrement le débat public local.
Entre 1986 et 1995, la communauté urbaine de Bordeaux a envisagé la construction d'un réseau de métro utilisant la technologie du véhicule automatique léger (VAL). Lancé à l'initiative du maire de Bordeaux Jacques Chaban-Delmas, le projet prévoyait deux lignes se croisant à la place des Quinconces. Un premier projet est proposé en 1986, puis un second, moins ambitieux, est approuvé en 1992. L'ouverture de la première phase était alors prévue en 2000. Le projet est cependant loin de faire l'unanimité : des voix s'élèvent parmi les élus et le citoyens pour critiquer le coût élevé du projet qui ne doit desservir que l'hypercentre de la métropole. Le rejet du contrat de concession en 1994 et l'élection d'Alain Juppé à la mairie de Bordeaux en 1995 portent finalement un coup fatal au métro qui est abandonné au profit du tramway.
Cependant, la saturation progressive du tramway à partir des années 2010 a relancé l'idée d'un réseau de métro, avec de nouvelles études d'opportunité et de faisabilité commandées par Bordeaux Métropole. 

## Historique

### Premières études
Durant les années 1970, les déplacements dans l'agglomération de Bordeaux se font de plus en plus difficiles avec l'augmentation du trafic automobile. Depuis la suppression des tramways en 1958, le réseau de transport en commun repose sur les lignes d'autobus qui peinent à répondre à la demande.
Ainsi, dès 1971, une première étude est menée en vue d'établir un transport en commun en site-propre à Bordeaux. Plusieurs options sont soulevées dont le tramway et le métro. En 1975, la ville est contactée par le secrétaire d'État aux transports Marcel Cavaillé dans le cadre d'un concours qui lui demande d'étudier l'établissement d'un tramway moderne. Mais le maire de l'époque, Jacques Chaban-Delmas, ne veut pas entendre parler du tramway qu'il avait fait supprimer deux décennies plus tôt.

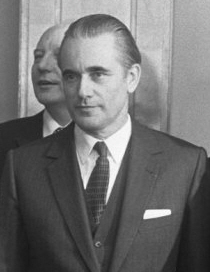
Jacques Chaban-Delmas, maire de Bordeaux de 1947 à 1995 et fervent défenseur du métro.

En revanche, le maire est séduit par le métro automatique VAL de la société Matra, dont la première ligne est inaugurée à Lille en 1983. De premières études sont engagées et l'avant-projet soumis à la Communauté urbaine de Bordeaux (CUB) est approuvé à l'unanimité le 27 juin 1986. La ligne prévue suit un axe nord-sud entre les Aubiers et la gare Saint-Jean. Une branche ou une seconde ligne s'en détache à la place des Quinconces pour se diriger vers le CHR.

### Évolution du projet de métro
Il apparaît toutefois rapidement que la réalisation de cet ambitieux projet n'est pas financièrement réaliste pour la CUB. Le sous-sol gorgé d'eau de Bordeaux rend en effet complexe — mais pas impossible — les travaux souterrain, comme démontré par l'expérience réussie entre 1986 et 1989 de creusement au tunnelier de collecteurs d'eaux pluviales[réf. nécessaire]. Chaban-Delmas se heurte aussi à la contestation des élus socialistes qui souhaitent que le VAL desserve les quartiers populaires de la rive droite de la Garonne.
En 1989 une étude menée par la SOFRETU, filiale d'ingénierie de la Régie autonome des transports parisiens (RATP), conforte le choix du VAL mais juge que le tracé ne correspond pas aux besoins de l'agglomération. Le projet a notamment le défaut d'ignorer le domaine universitaire de Talence-Pessac, pourtant prioritaire en termes de déplacements,. L'étude préconise donc de revoir entièrement le tracé ou bien d'étendre les lignes rapidement après leur ouverture.
Pour tenir compte de ces critiques et tenter de maintenir un consensus politique autour du métro, un second projet est présenté en 1990. La ligne A nord-sud abandonne la desserte des Aubiers pour se limiter dans une première phase au trajet entre les Quinconces et la gare Saint-Jean. En revanche, pour satisfaire l'opposition municipale, la ligne B est-ouest traverse désormais la Garonne et relie le CHR à la rive droite. L'ensemble de la première phase doit être mis en service en 1996. La desserte du domaine universitaire est intégrée dans une phase ultérieure via une ligne C partant de la place de la Victoire.
Le 6 novembre 1992, la CUB vote enfin la réalisation du projet. À cette occasion, le tracé est encore modifié : c'est finalement la ligne A qui desservira le domaine universitaire et le court tronçon entre Victoire et Saint-Jean, auparavant intégré à la ligne A, qui formera une ligne C indépendante. L'inauguration du VAL est alors envisagée en 2000. La première phase doit avoir une longueur de 11 km pour un réseau de 45 km à terme.

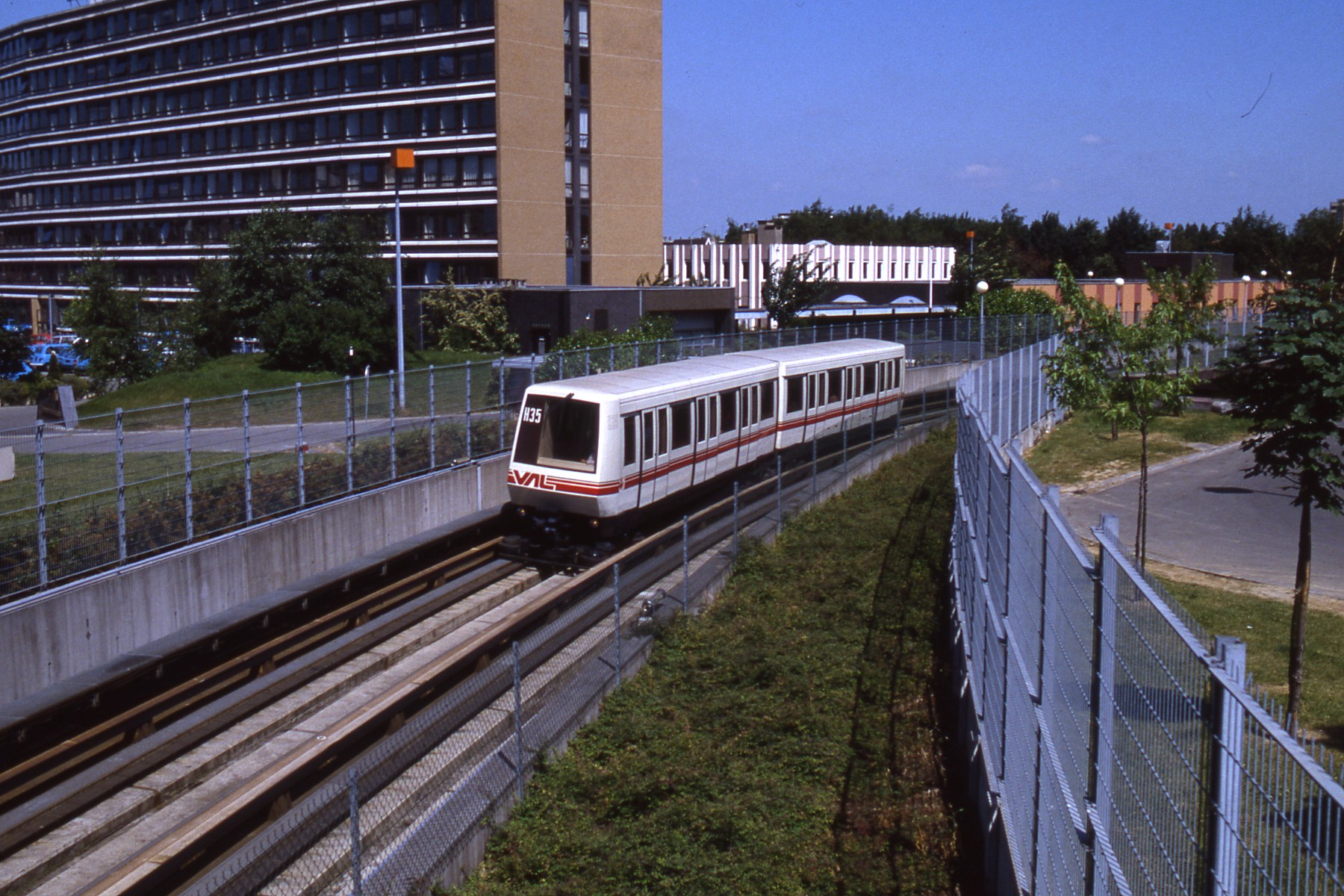
Le VAL de Lille, premier métro automatique au monde, vu en 1984

### Montée de la contestation
Cependant, alors que le projet semblait faire consensus en 1986, le doute s'installe progressivement dans le débat public bordelais.
Le coût total du VAL explose, passant de 3,8 MM de francs en 1990 à 6,4 MM en 1994. Les élus d'opposition ainsi que l'association Trans'CUB militent donc plutôt en faveur d'un tramway, moins coûteux et permettant de desservir un bassin de population plus large. Le principal défaut du VAL est en effet qu'il ne doit desservir que le cœur de la l'agglomération, les communes périphériques restant à l'écart. L'argument phare des opposants est que pour le prix d'un seul kilomètre de métro, dix kilomètres de tramway pourraient être construits. La densité moyenne de l'agglomération joue également en faveur du tramway. Enfin, les détracteurs du VAL souhaitent réduire la place de la voiture en centre-ville et accusent le métro de préserver le status quo en ne gênant pas la circulation en surface.
En janvier 1994, à la suite de la validation par le Conseil d'État du recours des opposants au VAL, la déclaration d'utilité publique est annulée. Par un vote très serré la CUB confirme tout de même le projet qui est encore revu à la baisse : une courte ligne A n'effectuant plus que le trajet entre Quinconces et la place de la Victoire et une ligne B reliant le CHR à la rive droite. La date de mise en service de la première phase est repoussée à 2001, l'extension de la ligne A vers le domaine universitaire et la création de la ligne A bis vers la gare Saint-Jean ne devant aboutir qu'en 2004. Le 10 janvier 1994, le Premier ministre Édouard Balladur annonce que l'État contribuera au projet à hauteur de 400 M de francs.

### Abandon du projet
Alors que l'avenir du projet de métro bordelais est de plus en plus incertain, le traité de concession du VAL est finalement repoussé le 22 juillet 1994 par les élus de la CUB de 64 voix contre 54 pour et 2 abstentions. Le projet de métro semble au point mort. Jacques Chaban-Delmas, ardent promoteur du métro depuis les débuts, renonce à se présenter aux élections municipales de 1995 après 47 ans passés au Palais Rohan. Il fait néanmoins promettre au candidat qu'il adoube, le Premier ministre Alain Juppé, de mener le projet à son terme.
Mais, une fois élu, Alain Juppé confirme l'abandon du projet de VAL après une décennie de débat et 250 millions de francs dépensés en études. Le maire de Bordeaux oriente alors son choix vers un réseau de tramway, plus économique et jugé plus adapté aux besoins de la métropole de l'époque. Grâce au budget constitué pour le métro, la première phase d'un réseau de trois lignes est mise en chantier et inaugurée en 2003.

### Postérité et renaissance de l'idée du métro (depuis 2017)
L'échec du projet de métro a pour beaucoup symbolisé la fin du « système Chaban ». Alors que le maire avait longtemps été une figure incontestée dans la vie politique bordelaise, le VAL a semé la discorde jusque dans les rangs des élus RPR et a mis à mal son autorité. L'obstination de Chaban-Delmas a fini par lui coûter des soutiens politiques de premier plan dont son adjoint historique, Jacques Valade, lequel se verra finalement retirer son soutien au profit d'Alain Juppé en vue des élections municipales de 1995.
Après l'abandon du VAL, la CUB s'oriente vers la construction d'un réseau de tramway moderne. La première phase, comprenant trois lignes, ouvre entre 2003 et 2007.
Le tracé des lignes de tramway correspond en partie à celui du métro. Ainsi la ligne A desserte le CHR, Mériadeck et la Bastide mais traverse la Garonne plus au sud en passant sur le pont de pierre. La ligne B relie la place de la Victoire au domaine universitaire. Quant à la ligne C, son tracé entre la gare Saint-Jean et Les Aubiers est presque identique à celui de la ligne nord-sud, si ce n'est que le tramway passe par les quais et non par le centre-ville.

Après avoir été mise de côté pendant deux décennies, la question du métro revient sur le devant de la scène en mars 2018 quand un enseignant-chercheur propose la création de deux lignes de métro. Dans son Dictionnaire amoureux de Bordeaux, Alain Juppé écrit :
"Problème : il [le tramway] est victime de son succès. Aux heures de pointe et sur plusieurs trajets, il est saturé. Les étudiants qui se rendent sur le campus de Talence-Gradignan doivent souvent laisser passer deux rames avant d'y accéder. Et puis la métropole continue à grandir. D'où le "coup" de ce jeune enseignant-chercheur, Mickaël Baubonne, qui jette un pavé dans la mare en relançant l'idée d'un métro."
Plus tard, le 2 juillet 2018, Alain Juppé voyant "réapparaître les partisans d'un métro" lance un "pourquoi pas !" dans le cadre de la démarche prospective Bordeaux Métropole 2050. En octobre 2018, plusieurs citoyens ont formé l'association Métro de Bordeaux afin de soutenir le projet de métro à Bordeaux.
En 2019, une étude d'opportunité commandée par la Métropole de Bordeaux (ex-CUB) conclut à la pertinence d'une ligne de métro. La ligne proposée relierait Bouliac sur la rive droite au parc des expositions, en passant par la gare Saint-Jean, Mériadeck et les boulevards. Son évaluation socio-économique démontre que les avantages monétarisés d'une telle ligne dépasse l'ensemble de ses coûts puisque la valeur actualisée nette socio-économique est évaluée à 906 255 956 €. L'étude envisage également une seconde ligne entre Pessac et Cenon passant par le centre-ville. Le président de Bordeaux Métropole, Patrick Bobet, en concluait que le métro à Bordeaux serait "réalisable et efficace".
Pourtant, aucune suite ne sera donnée à cette étude du fait notamment de l'opposition du maire de Bordeaux, Nicolas Florian, et de son premier adjoint, Fabien Robert. Seuls l'élue communiste Claude Mellier, le maire du Bouscat et président de Bordeaux, Patrick Bobet, le maire de Talence, Emmanuel Sallaberry, le maire de Pessac, Franck Raynal, et le maire de Saint-Aubin-de-Médoc, Christophe Duprat prennent alors ouvertement position en faveur du métro. Lors des municipales, le métro n'est pas un sujet et toutes les têtes de liste bordelaises rejettent le projet. Quand Pierre Hurmic déclare qu'un métro révèlerait une "une vision passéiste des transports", Thomas Cazenave ne souhaite pas "lancer d'études à ce sujet".
L'association Métro de Bordeaux a néanmoins continué à porter l'idée d'un métro à Bordeaux en présentant en septembre 2021 un projet global de mobilité articulé autour d'une ligne de métro de 19,3 kilomètres et 18 stations.
En septembre 2022, la métropole annonce le lancement à venir d'une étude d'opportunité et de faisabilité sur une ligne de métro post 2030. L'appel d'offres pour cette étude d'opportunité et de faisabilité de 24 mois maximum est publié par Bordeaux Métropole en mars 2023, de sorte que l'étude démarre effectivement en septembre 2023. Ses conclusions sont attendues en 2024, et permettront d'identifier la ligne de métro la plus pertinente pour l'agglomération,.
Bordeaux Métropole dévoile en mai 2024 les axes étudiés qui privilégient pour la plupart des axes sud-ouest - nord-est, en passant par le centre de Bordeaux, par exemple de la Buttinière (ligne A du tramway) à la gare de Pessac. Le coût du projet est estimé à plus de trois milliards d'euros pour une ligne unique d'une vingtaine de kilomètres,.

## Réseau projeté

### Projet de 1986
Le projet de réseau de métro soumis à la CUB en 1986 prend la forme d'un « Y ». Il se compose d'une ligne partant de la gare Saint-Jean puis se séparant en deux branches aux Quinconces. L'une se dirige vers Mériadeck et le CHR, l'autre vers Grand Parc et le Lac. À l'exception de la station Les Aubiers, établie en viaduc, l'ensemble du réseau doit être souterrain. L'ouverture de la première phase est espérée pour 1994.
Des extensions ultérieures sont prévues : à l'ouest vers Mérignac et l'aéroport, au nord vers le Parc des Expositions, à l'est jusqu'à Lormont sur la rive droite. Une ligne se détachant à la place de la Victoire vers le domaine universitaire est aussi prévue à long terme. La longueur totale de cet ambitieux projet atteint 45 km.

### Projet de 1991 à 1994

#### La ligne B
La ligne C

## Détails techniques

### Construction
Le métro devait être souterrain dans le centre-ville. Les stations auraient été en moyenne à 15m sous la surface. Des sections en viaduc étaient ensuite prévues en périphérie, notamment aux Aubiers, vers le domaine universitaire et à Lormont sur la rive droite. Quelques tronçons devaient être établis en tranchée couverte comme au niveau de Grand Parc.
Le creusement du tunnel devait s'effectuer grâce à des tunneliers. La ligne A devait avoir recours à un tunnel bitube afin de limiter les risques de tassement du sol dans le centre ancien. La ligne B devait en revanche avoir recours à un tunnel unique à deux voies.

### Matériel roulant
Il était prévu que les deux lignes aient recours à la technologie du véhicule automatique léger (VAL). Celle-ci implique un métro entièrement automatique à roulement sur pneumatiques et à gabarit réduit. Le matériel roulant employé devait être le VAL 206, déjà en circulation à Lille, à Toulouse et sur la ligne Orlyval. Les rames devaient être composées de deux voitures pour une longueur totale de 26 m. Néanmoins, les stations devaient disposer de réserves pour permettre de doubler la longueur des rames à terme.

### Ateliers
L'atelier de maintenance de la ligne A devait se situer à proximité de la station Place Ravezies, tandis que celui de la ligne B aurait été construit dans le quartier de la Bastide, sur la rive droite. Dans un premier temps c'est celui-ci qui aurait assuré l'entretien des rames des deux lignes. Un raccordement à voie unique à la station Quinconces aurait permis aux trains de passer de l'une à l'autre. La ligne C aurait aussi disposé d'un raccordement avec la ligne A à la station Victoire.